# The Art of Letting Go (canción de Mariah Carey)
«The Art of Letting Go» - es una canción grabada por cantante estadounidenses Mariah Carey. Fue lanzado como segundo sencillo del decimocuarto álbum de estudio de Carey, Me. I Am Mariah… The Elusive Chanteuse. Fue lanzado el 11 de noviembre de 2013, por Island Records. Tras la liberación, los críticos reverenciados la canción como un "retorno a lo básico", alabando el control vocal de Carey durante toda la canción. Fue también en gran medida en comparación con el sencillo debut de Carey, "Vision of Love".

## Composición
"The Art of Letting Go" es una clásica balada R&B con el uso de piano, cuerdas, y guitarra. Fue escrito por Carey y Jerkins. La letra de la canción habla de una experiencia personal Carey se enfrentó a lo largo de los años específicamente sus días que inician su carrera cuando ella firmó con Columbia Records a través de su relación con su entonces marido, el exejecutivo de Sony Music, Tommy Mottola. En ese momento ella no estaba siendo ella misma y no produjo la música que siempre quiso ser, hasta que su álbum de estudio de 1997, Butterfly, cambió su imagen de manera drástica. Carey escribió en su página de Facebook que ella nunca le gusta ser específico en su contenido lírico a cualquier canción por lo que todos los fanes pueden agregar sus experiencias y relacionado con la canción. "Por primera vez en mi vida!" El arte de dejar ir 'en Facebook !!!! ... Este es un disco tan personal para mí. Yo escribí la letra para que todos y cada uno podría relacionarse con ellos y espero que suelte todo lo que necesitan para dejar de lado que los está frenando o llevarlos hacia abajo. Gracias por compartir esta experiencia conmigo!".

## Formato
- Descarga digital[1]

1. "The Art of Letting Go" – 3:44

## Posicionamiento
| Listas (2013)                                   | Posiciones |
| ----------------------------------------------- | ---------- |
| Australia (ARIA)                                | 82         |
| Australia (Urban)                               | 8          |
| Francia (SNEP)                                  | 84         |
| Irlanda (IRMA)                                  | 96         |
| Corea del Sur (Gaon International Chart)        | 7          |
| España (Top 100 Canciones)                      | 29         |
| Reino Unido (Official Charts Company)           | 90         |
| Estados Unidos (Bubbling Under Hot 100 Singles) | 19         |
| Estados Unidos (Hot R&B/Hip-Hop Songs)          | 46         |
| Estados Unidos (Digital Songs)                  | 57         |